# Спурий Лукреций Триципитин
Спурий Лукреций Триципитин (лат. Spurius Lucretius Tricipitinus) — римский политический деятель конца VI века до н. э.
Триципитин происходил из старинного рода Лукрециев. Он состоял в сенате при царе Тарквинии Гордом и когда последний отправился на войну против Ардей, Триципитин был назначен «хранителем города». После свержения царя он остался в прежней должности. Триципитин председательствовал на комициях, во время которых были избраны первые консулы и с этой целью был, вероятно, избран интеррексом патрициями. После гибели первого консула Брута, Триципитин был назначен консулом-суффектом, но скончался через несколько дней после вступления в должность. Он являлся отцом знаменитой Лукреции.